# بيتر ليتل
بيتر ليتل (بالإنجليزية: Peter Little)‏ هو قاضي ومحامي وسياسي أمريكي، ولد في 11 ديسمبر 1775، وتوفي في 5 فبراير 1830. انتخب عضو مجلس النواب لولاية ماريلند وانتخب عضو مجلس النواب الأمريكي.